# فرودگاه بوسمبیلی
فرودگاه بوسمبیلی (به انگلیسی: Bossembélé Airport) یک فرودگاه همگانی با کد یاتا BEM است که یک باند فرود خاک رس دارد و طول باند آن ۹۰۰ متر است. این فرودگاه در شهر بوسمبیلی، آفریقای مرکزی کشور جمهوری آفریقای مرکزی قرار دارد و در ارتفاع ۶۸۰ متری از سطح دریا واقع شده‌است.